# Lardo
Lardo (Argus McSwine en VO) est un personnage de fiction de l'univers de Donald Duck créé en 1956 par Carl Barks pour les studios Disney.
Il ne doit pas être confondu avec Soapy Slick, créé en 1965 également par Barks.

## Origine
Membre du Club des milliardaires, ce cochon d'origine écossaise ne doit sa fortune qu'à sa duplicité. Immoral et parfois violent, il est prêt à tout pour s'enrichir encore plus, lorgnant notamment sur les biens de Balthazar Picsou. Il apparaît pour la première fois sous le nom de P. J. McBrine en juillet 1957 dans l'histoire La Vallée interdite (Forbidden Valley) puis dans Livreur de lait (The Milkman) en septembre suivant.
Barks en fait au fil du temps un stéréotype de l'escroc, le réutilisant sous divers noms :
- Rigoret de Lardo (Porkman de Lardo) dans Un rubis pour la haute (The Status Seeker)[5] en mars 1963 ;
- O. Larnak (B. Swinely) dans Propriétaire tout-terrain (A Stone's Throw From Ghost Town)[6] en avril 1963 ;
- M. Lescalp (Scalpnick) dans Le Mystère perruque (The Great Wig Mystery)[7] en septembre 1964 ;
- John the Con dans Les Micro-ducks de l'espace (Micro-Ducks from Outer Space)[8] en septembre 1966 ;
- Crotale McViper (Snake McViper) dans Le Roi du bétail (The Cattle King)[9] en mai 1967.

On le voit aussi dans Tempête sur le cap Couac  (Northeaster on Cape Quack) en janvier 1962, La Course au bisou-bisou de la reine (The Jinxed Jalopy Race) en  mars 1963, La Couronne des Mayas (Crown of the Mayas) en août 1963, La Folle Ruée vers l'or lunaire (The Loony Lunar Gold Rush) en mai 1964 et L'Affaire du dragon poubellivore (Be Leery of Lake Eerie) en novembre 1972.
Il n'apparaît en revanche que deux fois chez Don Rosa : en 1999 dans Les Évadés de la vallée interdite (Flugten fra Den Forbudte Dal) et en 2000 dans À l'attaque !.
Il a également été mis en scène par d'autres auteurs tels que Daniel Branca dans La Guerre des flocons (Hvid jul på højkant) en 1982, Joel Katz, Tom Anderson et Juan Torres Perez dans (på ridderfærd) en 1986, Gorm Transgaard et José Massaroli dans Opération diamant (Den store diamantjagt) – sous le nom de Dulard – en 2005, Frank Jonker et Bas Heymans dans Het kasteel van Sinterklaas ou encore Lars Jensen dans Qui vole un œuf... (Æg på afveje) – sous le nom de  Lardo J. Porkington – en 2006. Parmi ses autres noms français, on trouve encore Nick O'Bar et Argus.
À la télévision, il est apparu dans la série d'animation La Bande à Picsou de 1987, épisode Un regard d'espion (Spies in Their Eyes), sous le nom de Victor Luzer.